# Lineage II
Lineage II est un jeu de rôle en ligne massivement multijoueur développé et édité par NCsoft. L'abréviation L2 est communément admise pour le désigner. Lineage II est le jeu numéro deux en Corée, dépassant désormais son prédécesseur Lineage avec plus de 18 millions de joueurs actifs.

## Système de jeu
Comme dans de nombreux MMORPG, au début du jeu, le joueur doit créer son avatar en choisissant parmi l'une des 6 races du jeu (homme, elfe, orc, nain, elfe noir et Kamael) et une liste de classes.

## Accueil
- GameSpot : 6/10[3]
- Jeuxvideo.com : 15/20[2]